# Антропиха (Удмуртия)
Антропиха (удм. Трошагурт) — деревня в Юкаменском районе Удмуртии. Входит в состав Верх-Унинского сельского поселения.

## Население
| 2007 | 2010 | 2012 |
| ---- | ---- | ---- |
| 50   | ↘40  | ↗44  |

## Улицы
В деревне имеется одна улица — Логовая.